# Liste der Gemeinden in der Stadtregion Linz
Die Stadtregion Linz  ist eine österreichische Agglomeration in Oberösterreich. Die Region besteht aus der Kernzone (Code: SR031) sowie der Außenzone (Code: SR032).

## Geschichte der Klassifikation
Die Abgrenzung der Stadtregionen (Urbanen Zentren) wurde von der Statistik Austria für 1971 bis 2001 alle 10 Jahre vorgenommen. Für den Stichtag 31. Oktober 2013 wurde erstmals nach der von der Statistik Austria für statistische Zwecke entwickelten Urban-Rural-Typologie abgegrenzt, welche die Abgrenzung der Stadtregionen integriert.

## Liste der Gemeinden laut Abgrenzung von 2001
Die Einwohnerzahlen in den Listen sind vom 1. Jänner 2024.

### Kernzone Linz
| Gemeinde | Lage | Ew      | km²   | Ew / km² | Gerichtsbezirk  | Region | Typ             | Foto | Metadaten         |
| -------- | ---- | ------- | ----- | -------- | --------------- | ------ | --------------- | ---- | ----------------- |
| Linz     |      | 211.944 | 95,99 | 2208     | Linz und Urfahr |        | Statutar- stadt | ja   | Gem.Kennz.: 40101 |
| Leonding |      | 29.096  | 24,04 | 1210     | Traun           |        | Stadt- gemeinde | ja   | Gem.Kennz.: 41012 |
| Pasching |      | 7.718   | 12,48 | 619      | Traun           |        | Gemeinde        | ja   | Gem.Kennz.: 41017 |
| Puchenau |      | 4.663   | 8,19  | 570      | Urfahr          |        | Gemeinde        | ja   | Gem.Kennz.: 41618 |
| Traun    |      | 25.171  | 15,49 | 1625     | Traun           |        | Stadt- gemeinde | ja   | Gem.Kennz.: 41021 |

### Außenzone Linz
| Gemeinde          | Lage | Ew    | km²   | Ew / km² | Gerichtsbezirk | Region | Typ             | Foto | Metadaten         |
| ----------------- | ---- | ----- | ----- | -------- | -------------- | ------ | --------------- | ---- | ----------------- |
| Niederwaldkirchen |      | 1.873 | 28,21 | 66       | Rohrbach       |        | Markt- gemeinde | ja   | Gem.Kennz.: 41323 |